# Myriospora
Myriospora är ett släkte av lavar som beskrevs av Nägeli och Auguste-Marie Hue. Myriospora ingår i familjen Acarosporaceae, ordningen Acarosporales, klassen Lecanoromycetes, divisionen sporsäcksvampar och riket svampar.
Släktet innehåller bara arten Myriospora heppii.